# Honpa-shiki
La technique de sculpture honpa-shiki (翻波式, style en vague) est typique de l'époque Heian (794 - 1185) au Japon. Elle est essentiellement utilisée pour la représentation de vêtements des divinités bouddhiques.
On peut en contempler un exemple sur la représentation du Bouddha Shaka (釈迦), le Bouddha historique, datant du début du IXe siècle, au Murō-ji, temple situé près de Nara.

## Sources
- Le Japon : Dictionnaire et civilisation, Louis Frédéric, Éditions Robert Laffont, Collection Bouquins, 1470 p, (1999)  (ISBN 2-221-06764-9)